# Karl Menzies
Pour les articles homonymes, voir Menzies.
Karl Menzies, né le 17 juin 1977 à Devonport (Tasmanie), est un coureur cycliste australien. Il a notamment terminé deuxième de l'UCI Oceania Tour 2007 grâce à ses performances au Herald Sun Tour 2006 (7e place finale et victoire d'étape), au Tour Down Under 2007 (2e place finale et victoire d'étape), et sa troisième place au championnat d'Australie sur route.

## Biographie
Fin 2014, ses dirigeants annoncent qu'il fera toujours partie de l'effectif de la formation UnitedHealthcare en 2015.
En 2015, il monte sur la seconde marche du podium de la Clarendon Cup.

## Palmarès
- 2001
  - 2e étape du Tour de Southland
- 2004
  - 1re étape du Herald Sun Tour
  - 3e du Tour de Wellington
  - 3e du Tour de Corée
- 2005
  - International Cycling Classic :
    - Classement général
    - 2e étape

  - 2e étape du Tour de Southland
  - 2e de la Joe Martin Stage Race
  - 2e de la Carolina Cup
  - 3e de la San Dimas Stage Race
  - 3e du Tour de Nez
- 2006
  - 2e étape  de la San Dimas Stage Race
  - 2e étape de la Redlands Classic
  - Nature Valley Grand Prix :
    - Classement général
    - 4e étape

  - 2e étape du Tour de Nez
  - 12e étape de l'International Cycling Classic
  - 1re étape du Tour de Toona
  - 2e étape du Bermuda Grand Prix
  - Parker Mainstreet Omnium :
    - Classement général
    - 3e étape

  - 2e étape du Herald Sun Tour
  - 2e de la Sea Otter Classic
  - 2e du Tour de Nez
  - 2e de l'USA Cycling National Racing Calendar
- 2007
  - 1re étape du Tour Down Under
  - 2e étape de la McLane Pacific Classic
  - 2e et 4e étapes de la Joe Martin Stage Race
  - 3e étape de l'Edgar Soto Mémorial
  - Tour de Toona :
    - Classement général
    - 2e, 5e et 7e étapes

  - 1re, 2e et 3e étapes du Bermuda Grand Prix
  - 2e du Tour Down Under
  - 2e du Bermuda Grand Prix
  - 3e du championnat d'Australie sur route
- 2008
  - 2e de la Wachovia Series Lancaster
  - 3e du CSC Invitational
- 2009
  - Sunny King Criterium
  - 13e étape de l'International Cycling Classic
  - Classement général du Tour of Elk Grove
  - 3e de la Clarendon Cup
- 2010
  - Classement général du Tour de Murrieta
  - Athens Twilight Criterium
  - 4e étape de la Joe Martin Stage Race
  - 11e étape du Tour of America's Dairyland
  - 2e de l'Air Force Cycling Classic Crystal Cup
  - 3e du Tour of Elk Grove
- 2011
  - 1re étape du Tour of Elk Grove (contre-la-montre)
  - 2e du Tour de Somerville
- 2013
  - 2e du Tour de Somerville
  - 2e de l'Intelligentsia Cup
  - 3e du Sunny King Criterium
  - 3e du Tulsa Tough
- 2015
  - Dana Point Grand Prix
  - 3e étape de la Gateway Cup
  - 2e du Wilmington Grand Prix
  - 2e de la Clarendon Cup
  - 2e de la Crystal Cup
- 2017
  - 3e du Sunny King Criterium
  - 3e du Dana Point Grand Prix

## Classements mondiaux
| Année            | 2005 | 2006 | 2007 | 2008 | 2009 | 2010 | 2011 | 2012 | 2013 | 2014 |
| ---------------- | ---- | ---- | ---- | ---- | ---- | ---- | ---- | ---- | ---- | ---- |
| UCI America Tour | 122e | 170e | 194e | 53e  |      |      | 206e | 382e |      |      |
| UCI Asia Tour    |      |      |      |      |      |      |      | 295e |      |      |
| UCI Europe Tour  |      | 571e |      |      |      |      |      |      |      |      |
| UCI Oceania Tour |      | 23e  | 2e   |      | 37e  |      |      |      |      | 43e  |